# Ballast (revue)
Pour les articles homonymes, voir Ballast.
Ballast est une revue politique socialiste et anticapitaliste fondée en 2014, en ligne et en édition papier. Elle publie chaque semaine des articles, des entretiens, des portfolios, des reportages, des témoignages et des recensions d'ouvrages. Elle est animée bénévolement par une trentaine de personnes, entre la France et la Belgique. Son slogan est « Tenir tête, fédérer, amorcer ».

## Historique
Le site est lancé en novembre 2014. Le titre de la revue est une référence à un poème de Jacques Dupin et au ballast des voies ferrées. Si Ballast revendique un ancrage communiste libertaire, elle s'avance comme un « carrefour » et ouvre ses colonnes à l'intégralité des courants de la gauche anticapitaliste. Sur son site, elle met en avant cinq axes thématiques : l'écologie sociale, l'antiracisme, l'éthique animale, le féminisme et le syndicalisme. 
La revue papier, semestrielle, est éditée depuis janvier 2019 et à partir du numéro 7 par les éditions Hors d'atteinte, après une collaboration avec les éditions Aden. Ce numéro met en couverture les militantes Angela Davis et Assa Traoré, qui se sont rencontrées pour l'occasion, et s'entretient avec la reporter Florence Aubenas. Le numéro 8 affiche en couverture une manifestante en gilet jaune face aux forces de l'ordre et revient notamment, aux côtés de l'ancien syndicaliste Charles Piaget, sur l'expérience autogestionnaire de l'usine Lip.
Le 14 mars 2021, la revue annonce la fin de son édition papier avec son numéro 11 (mai 2021).